# Dombrád
Dombrád város Szabolcs-Szatmár-Bereg vármegye Kisvárdai járásában. 

## Fekvése

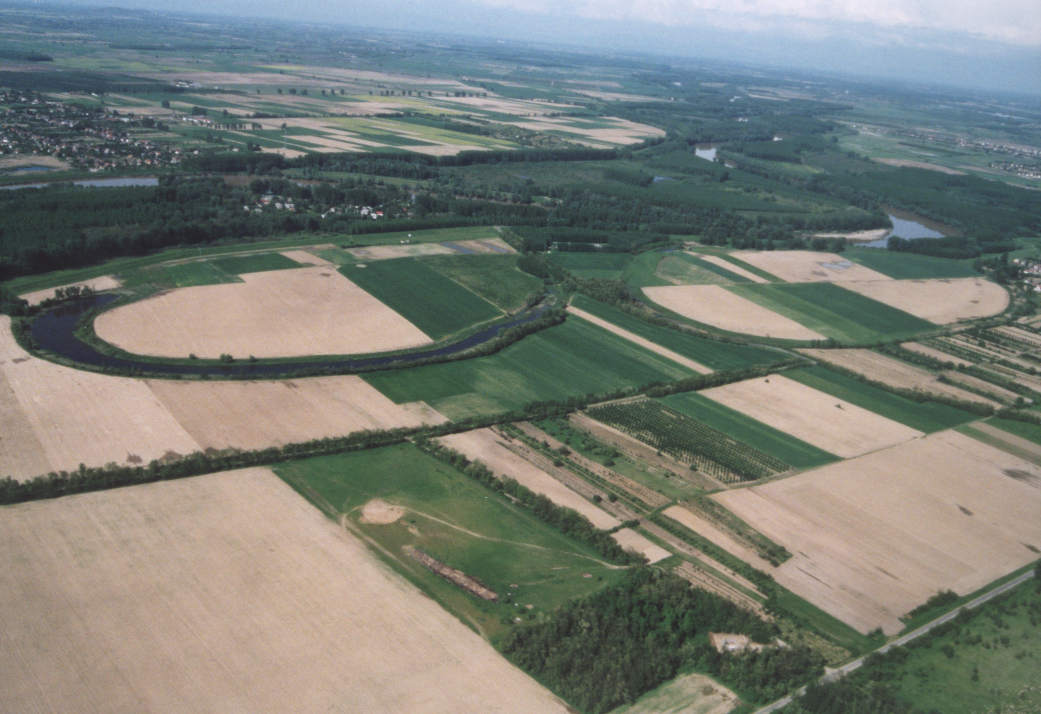
Dombrádi táj

A megye északnyugati szélén helyezkedik el, a Tisza mellett, a folyó bal parti oldalán.
Különálló településrészei: Üdülőtelep, közvetlenül a folyó partján, a központtól 3 kilométerre északnyugatra, valamint Kistiszahát, a belvárostól 7 kilométerre nyugati irányban.
A közvetlenül szomszédos települések: északkelet felől Tiszakanyár, délkelet felől Pátroha, dél felől Gégény és Demecser, délnyugat felől Újdombrád és Beszterec, nyugat-délnyugat felől Tiszatelek, északnyugat felől pedig a Tisza túlsó, zempléni (bodrogközi) partján fekvő Cigánd.
A térség fontosabb települései közül Tiszakanyár 5, Tiszatelek 10, Beszterec 12, Vasmegyer 17, Kemecse pedig 23,5 kilométer távolságra található. Cigándtól légvonalban kevesebb, mint 5 kilométer választja el, közúton viszont ez a távolság megközelíti a 15 kilométert.

### Megközelítése
A vízi utat leszámítva ma csak közúton érhető el, Nagyhalász-Tiszatelek, illetve Kékcse-Tiszakanyár felől is a 3834-es, Demecser felől a 3827-es, Pátroha felől pedig a 3828-as úton. Határszélét nyugaton érinti még 3826-os út is.
Korábban elérhető volt vonattal is, a MÁV által üzemeltetett Nyírvidéki Kisvasút 119-es számú Nyíregyháza NYK–Kótaj–Buj–Herminatanya–Dombrád) vonalán, de 2009 óta a vonalon szünetel a forgalom.

## Története
Árpád-kori település, 1067-ben említik először a Százdi alapítólevélben Damarad néven. A 13-14. század során utaltak rá többek között Domorad, Dumrad, Dobrad, Domorag alakokban is. A település neve valószínűleg egy szláv eredetű személynévből származik.
A 13. században a Hont-Pázmány nemzetség birtokolta, majd a Kállayak, 1386-tól pedig az ónodi Cudarok kezén volt.
A 15. század közepétől a Várdaiak kisvárdai uradalmához tartozott, amelyet 1611-től a leányági örökösök között osztottak meg. 1782-1785-ből származó katonai térképeken már Dombrád néven szerepel.
A mai város elődje Dombrád és Óntelek 19. századi egyesüléséből alakult ki.
A 20. század elejére kialakult túlnépesedés következményeként erőteljes volt az Amerikába vándorlás (1930-ig 111 lakos).
1951-1953 között 400 fővárosi értelmiségit, köztük a haláltáborból megmenekült zsidókat telepítettek ki a falu kuláknak nevezett nagygazdáihoz, s ezáltal Hortobágy után a második legnagyobb gulágként (Gulag, kényszermunkatáborok a volt Szovjetunióban) emlegetett községgé vált Dombrád.
1988. december 31-ig hozzá tartozott Újdombrád község is.
1999-ben Magyarország legvirágosabb települése, Európa második legvirágosabb faluja címmel tüntették ki. 2000. július 1-jén városi rangot kapott.
A több évszázados tiszai révátkelő helyén 1923-ban Dombrád és Cigánd között faszerkezetű pontonhidat, majd kompátkelő helyet létesítettek, amely 1990-ig biztosította a közlekedést a Rétköz és a Bodrogköz között. Lebontása után a Tiszakanyárnál épített vasbeton híd vette át ezt a feladatot.

## Közélete

### Polgármesterei
- 1990–1994: Solymosi László (független)[6]
- 1994–1998: Solymosi László (független)[7]
- 1998–2002: Solymosi László (független)[8]
- 2002–2006: Kozmáné Kasza Veronika (független)[9]
- 2006–2010: Kozmáné Kasza Veronika (független)[10]
- 2010–2014: Kozmáné Kasza Veronika (Fidesz–KDNP)[11]
- 2014–2019: Kozmáné Kasza Veronika (Fidesz–KDNP)[12]
- 2019–2024: Harsányi László (független)[13]
- 2024– : Harsányi László (független)[1]

## Népesség
A település népességének változása:
| Lakosok száma | 4070 | 4058 | 4015 | 3772 | 3614 | 3637 | 3560 |
|               | 2013 | 2014 | 2015 | 2021 | 2022 | 2023 | 2024 |

2001-ben a város lakosságának 92%-a magyar, 8%-a cigány nemzetiségűnek vallotta magát.
A 2011-es népszámlálás során a lakosok 90,5%-a magyarnak, 7,7% cigánynak mondta magát (9,5% nem nyilatkozott; a kettős identitások miatt a végösszeg nagyobb lehet 100%-nál). A vallási megoszlás a következő volt: római katolikus 14,4%, református 58,5%, görögkatolikus 1,9%, felekezeten kívüli 6,8% (16,2% nem válaszolt).
2022-ben a lakosság 87,8%-a vallotta magát magyarnak, 6,7% cigánynak, 0,4% ukránnak, 0,1-0,1% németnek, románnak, szlovénnek és ruszinnak, 0,9% egyéb, nem hazai nemzetiségűnek (12,1% nem nyilatkozott; a kettős identitások miatt a végösszeg nagyobb lehet 100%-nál). Vallásuk szerint 10,5% volt római katolikus, 39,2% református, 2,1% görög katolikus, 1,4% egyéb keresztény, 0,1% izraelita, 0,1% ortodox keresztény, 6,3% felekezeten kívüli (39,7% nem válaszolt).

## Nevezetességei
- Nyírvidéki Kisvasút
- A vasútállomáson kisvasúti járművekből összeállított „skanzen”
- Helytörténeti kiállítás

## Itt született
- Gaál Béla, eredeti neve Goldstein Béla, névváltozat: Gál (Dombrád, 1893. január 2. – Dachaui koncentrációs tábor, 1945. február 18.) színész, filmrendező.